# Uwe Rösler
Uwe Rösler (* 15. November 1968 in Altenburg) ist ein deutscher Fußballtrainer und ehemaliger Fußballspieler. Er kam 1990 zu fünf Einsätzen in der Nationalmannschaft der DDR und ist vor allem in England durch seine Zeit bei Manchester City bekannt. Er war zuletzt Cheftrainer beim Aarhus GF in der dänischen Superliga.

## Spielerkarriere

### Anfänge in der DDR
Rösler begann bei der BSG Traktor in Starkenberg, einem Ort unweit von Altenburg, das Fußballspielen. Das Altenburger Land gehört traditionell zu Thüringen, weswegen Rösler auch als Thüringer bezeichnet wird. Allerdings gehörte dieser Landstrich zwischen 1952 und 1990 zum Bezirk Leipzig, der allgemeinhin zu Sachsen gezählt wurde. Entsprechend dem Sichtungssystem im DDR-Fußball wurde Rösler daher auch 1981 zum 1. FC Lok Leipzig delegiert, wo er seine fußballerische Ausbildung erhielt und in der Saison 1985/86 erstmals in der Juniorenoberligamannschaft zum Einsatz kam. In der darauffolgenden Saison 1986/87 entwickelte sich Rösler zum Leistungsträger innerhalb dieser Elf und absolvierte nach dem Jahreswechsel auch zwei Länderspiele in der U-18-Nationalelf der DDR.
Aufgrund dieser Formentwicklung wurde Rösler zur Oberligasaison 1987/88 für die Oberligamannschaft des 1. FC Lok Leipzig nominiert. In der Saison absolvierte Rösler letztlich jedoch nur drei Punktspiele beim Vorjahresfinalisten des Europapokals der Pokalsieger und wurde trotz erheblicher Personalprobleme der Leipziger im Saisonverlauf nicht mehr berücksichtigt. Eine Delegierung zum Stadtrivalen BSG Chemie Leipzig noch in der laufenden Saison war die Folge. Am 3. April 1988 lief Rösler dann am 24. Spieltag der DDR-Liga das erste Mal für die Chemiker auf. Insgesamt absolvierte er für die BSG Chemie 27 Spiele und schoss dabei 6 Tore.

### Vom Notnagel zum Nationalspieler
Im März 1989, kurz nach Beginn der Rückrunde der Oberligasaison 1988/89, wurde Rösler von Chemie Leipzig zum verletzungsgeplagten 1. FC Magdeburg gelotst. Am 25. März 1989 gab der 20-Jährige bei der 0:1-Niederlage in Zwickau sein Debüt für die Elbestädter. Der Stürmer wurde dabei in der 54. Minute für Stefan Minkwitz eingewechselt. Am 15. April 1989 gelang ihm gegen seinen Ex-Club 1. FC Lok Leipzig das erste Oberligator. In Ermangelung gestandener Stürmer, Mitspieler wie Markus Wuckel oder Heiko Laeßig waren kaum älter als Rösler, entwickelte er sich unter Trainer Joachim Streich zu einer Stammkraft. Dies blieb auch den DFV-Verantwortlichen nicht verborgen und so wurde Rösler nach längerer Auswahlpause erstmals in der DDR-U-21 eingesetzt: Am 19. Mai 1989 besiegte der ostdeutsche Nachwuchs innerhalb der U-21-EM-Qualifikation Österreich in Ludwigsfelde mit 2:0. Letztlich erreichte Rösler mit seiner ersten Oberligasaison mit Magdeburg den sechsten Tabellenplatz und erzielte dabei in neun Spielen drei Tore.
In der Folgesaison 1989/90 brillierte Rösler mit Wuckel als schlagkräftiger Sturm, was dazu führte, dass die Magdeburger vor dem amtierenden Meister Dynamo Dresden Herbstmeister wurden. Rösler trug dazu mit fünf Toren bei. Auf diese Leistungssteigerung war auch DFV-A-Auswahl- und Dynamo-Dresden-Coach Eduard Geyer aufmerksam geworden, aber vorerst lief er noch für die U-21 auf. Dieses Team gewann Mitte November 1989 in Stockerau erneut gegen Österreichs Nachwuchs, diese Mal mit 1:0, konnte sich aber nicht für das U-21-EM-Viertelfinale qualifizieren. Ende Januar 1990 war es dann allerdings so weit in Sachen A-Nationalelf. Rösler wurde für die Länderspielreise des DFV nach Kuwait nominiert, auf der die Geyer-Elf in zunächst auf die von Michel Platini trainierte französische Auswahl und danach auf den Gastgeber traf. Rösler debütierte im Spiel gegen Kuwait neben seinem Magdeburger Sturmpartner Markus Wuckel, der beide Tore beim 2:1-Sieg schoss. Es folgten in der Saison 89/90 noch Länderspieleinsätze gegen die USA, Ägypten und als Höhepunkt ein Spiel gegen die Auswahl Brasiliens im legendären Maracanã, das 3:3 endete.
In der Meisterschaft fing sich Magdeburg nach anfänglichen Schwächen und stand in der Rückrunde fast durchgehend an der Tabellenspitze. Erst am 24. Spieltag rutschte man nach einer Niederlage bei Energie Cottbus kurzzeitig auf den dritten Tabellenplatz, stand aber vor dem letzten Spieltag nach einem 3:1-Heimsieg beim Lokalrivalen HFC Chemie wieder auf Platz eins. Rösler hatte daran mit seinen sechs Rückrundentoren entscheidenden Anteil. Durch eine 1:0-Niederlage gegen den FC Karl-Marx-Stadt, der dadurch noch Vizemeister wurde, wurde das Streich-Team jedoch noch auf den dritten Platz verdrängt, qualifizierte sich aber für den UEFA-Cup.
Auch in der Saison 1990/91 lief Rösler zunächst für den 1. FCM auf. Längst hatte sich der Linksaußen nun aber deutschlandweit einen Namen gemacht und war in der Sommerpause 1990 einer der heiß umworbensten Spieler. Sein Verein konnte ihn aber durch einen ausgeklügelten Vertrag zunächst noch in Magdeburg halten. In den Meisterschaftsalltag hinein, in den der FCM mäßig startete, fiel das letzte Länderspiel der DFV-Auswahl, das am 12. September 1990 in Brüssel gegen Belgien stattfand. Da viele namhafte DDR-Nationalspieler aus den unterschiedlichsten Gründen bei Ede Geyer abgesagt hatten, würde Rösler für das Spiel nominiert und spielte von Beginn in seinem fünften und letzten A-Länderspiel. Da der FCM in der im November 1990 durch zwei 0:1-Niederlagen gegen Girondins Bordeaux aus dem UEFA-Cup ausschied, konnte Rösler vertragsgemäß zum 2. Dezember 1990 zum Oberligakonkurrent Dynamo Dresden wechseln, um in der Folgesaison möglichst in der 1. Bundesliga spielen zu können. Für die Magdeburger schoss er in 13 Spielen nochmals fünf Tore. Ohne ihn gelangen dem FCM in der Rückrunde in 13 Spielen nur 14 Tore; zudem wurde die Qualifikation für die 2. Bundesliga verpasst. In der Rückrunde der NOFV-Oberliga wurde Rösler in allen 13 Punktspielen für Dynamo eingesetzt, dabei gelangen ihm nochmals drei Tore. Mit den Sachsen erreichte er die Vizemeisterschaft, die die Qualifikation für die Bundesligasaison 1991/92 bedeutete.

### In der Bundesliga angekommen

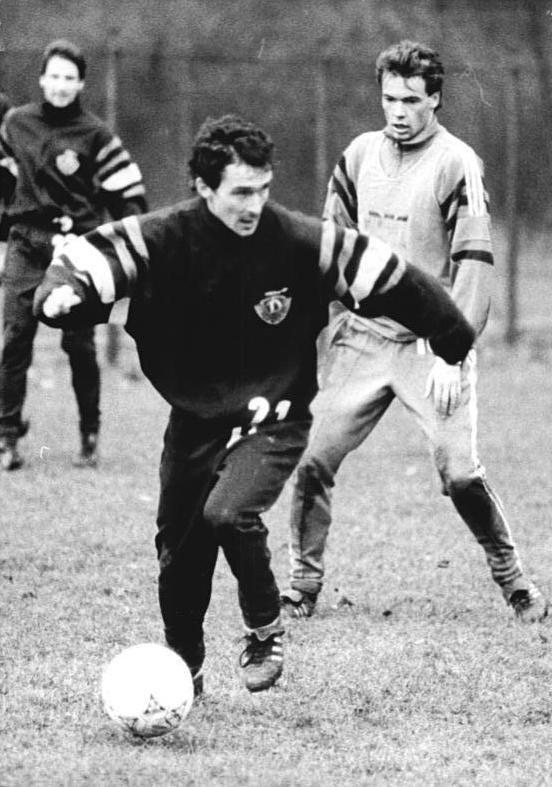
Uwe Rösler (rechts hinter Hans-Uwe Pilz) im Training bei Dynamo Dresden, 3. Dezember 1990

In seiner ersten Bundesligasaison wurde Rösler in 33 von 38 Meisterschaftsspielen eingesetzt, stand davon aber nur in 24 Spielen in der Startelf. Er erzielte vier Tore für die Elbflorenzer. Allerdings sah Rösler nach der Saison für sich keine sportliche Perspektive mehr und schlug ein neues Vertragsangebot aus, schließlich wechselte er für eine Ablöse von 1,2 Mio. D-Mark zum Ligakonkurrenten 1. FC Nürnberg. Bei den Franken gehörte er in der Hinrunde zur Stammmannschaft, blieb aber hinter den Erwartungen zurück und die komplette Spielzeit ohne Torerfolg. In dieser Saison wurde Rösler jedoch trotzdem im September 1992 von Bundestrainer Berti Vogts zu einem Sichtungslehrgang der Nationalmannschaft in der Sportschule Wedau eingeladen. Zur Saison 1993/94 wurde er daher auf Leihbasis (Kostenpunkt 2500 D-Mark pro Einsatz) an Dynamo Dresden zurückverliehen, wo er sich allerdings nicht mehr durchsetzen konnte und bereits nach der Frühphase der Saison keine Rolle mehr spielte.

### Zeit bei Manchester City
Anfang März 1994 reiste Rösler für ein Probetraining zum englischen Erstligisten Manchester City, der sich unter Trainer Brian Horton in Abstiegsgefahr befand. Nach dem Verkauf von David White und einem Kreuzbandriss von Niall Quinn war Citys bisheriges Sturmduo nicht mehr verfügbar, und man hatte in den elf Partien vor Röslers Ankunft nur sechs Treffer erzielt. Nachdem er in der Woche in einem Spiel der Reserve zweimal getroffen hatte, wurde er für die Restsaison vom Klub ausgeliehen und rückte umgehend in die Startelf des Profiteams. Rösler wurde so der erste Deutsche im City-Trikot seit dem legendären Torhüter Bert Trautmann. Bei seinem Ligadebüt am 5. März (32. Spieltag) gegen die Queens Park Rangers bereitete Rösler den Ausgleichstreffer zum 1:1-Endstand vor.
In den folgenden Wochen blieb der Aufschwung zunächst aus, erst als am 36. Spieltag die neben Rösler neu verpflichteten Paul Walsh und Peter Beagrie gemeinsam ihr Heimdebüt gaben, gelang der Befreiungsschlag: Dem 3:0-Erfolg gegen Aston Villa, bei dem Rösler, Beagrie und Walsh jeweils trafen, folgten an den nächsten beiden Spieltagen zwei weitere Siege. An drei der vier letzten Spieltagen traf Rösler jeweils; in allen drei Spielen gelang ein Punktgewinn, was letztlich den Klassenerhalt bedeutete. Zur Folgesaison wurde Rösler fest unter Vertrag genommen; die an Nürnberg bezahlte Ablöse betrug zwischen £375.000 und £500.000.
Rösler wurde bei den City-Fans schnell sehr populär, sein Spielstil entsprach dem eines typischen englischen Mittelstürmers – kopfballstark, körperlich robust und stets mit vollem Einsatz agierend –, aber mit Mängeln bei Schnelligkeit und Technik. Bereits beim 3:0-Sieg gegen Aston Villa schallten „Uwe, Uwe“-Rufe durch die Maine Road. Spätestens am letzten Saisonspieltag, als er gegen Sheffield Wednesday ausglich und damit den Klassenerhalt sichergestellt hatte und die Fans nach Abpfiff mit seinem Namen die Melodie von Go West anstimmten, war Rösler zum Publikumsliebling geworden.
In seiner ersten kompletten Spielzeit in England knüpfte Rösler an seine Leistungen aus der Vorsaison nahtlos an: Mit 22 Saisontreffern – darunter vier beim 5:2-Erfolg im FA Cup gegen Notts County – war er bester Torschütze der Citizens und von den Anhängern zum Spieler der Saison gewählt. In dieser Saison kamen auch erstmals, in einem Anflug britischen Humors, Fan-T-Shirts mit dem Spruch Uwe's Granddad bombed Old Trafford („Uwes Großvater bombardierte Old Trafford“ – Heimstätte des Erzrivalen Manchester United, die während des Zweiten Weltkriegs durch deutsche Bombenangriffe stark beschädigt wurde,) auf.
Mit der Ernennung von Alan Ball zum neuen Trainer brachen im Sommer 1995 sowohl für Rösler als auch für den Verein schwierige Zeiten an. Man befand sich die ganze Saison im unteren Tabellenbereich, und als die Abstiegsgefahr für Man City gegen Saisonende immer realer wurde, zog Ball für das Derby gegen Manchester United den Georgier Micheil Qawelaschwili Rösler als Mittelstürmer vor. Röslers Frustration über diese Entscheidung mündete in einem Torjubel, der ihm bei den City-Fans weitere Sympathiepunkte einbrachte: Als er bei der 2:3-Niederlage nach seiner Einwechslung zum zwischenzeitlichen 2:2 gegen den Rivalen getroffen hatte, deutete er mit dem Zeigefinger auf Ball und brüllte aggressiv in dessen Richtung. Trotz zweier weiterer Treffer an den letzten Spieltagen, die ihn erneut als erfolgreichsten Torjäger seiner Mannschaft die Saison abschließen ließen, verpasste City wegen der schlechteren Tordifferenz den Klassenerhalt und stieg nach sieben Jahren in der englischen Eliteklasse in die zweite Liga ab.
In die Zweitligaspielzeit 1996/97 ging Man City als einer der Aufstiegsfavoriten, wurde den Erwartungen aber zu keinem Zeitpunkt gerecht. Neben Problemen mit der physischeren Spielweise eine Liga tiefer zurechtzukommen, kam es in der Hinrunde zu vier Trainerwechseln, als neben Alan Ball und Steve Coppell auch die beiden Interimslösungen Asa Hartford und Phil Neal die Mannschaft zeitweise betreuten. Erst mit der Verpflichtung von Frank Clark Ende Dezember, als sich City auf einem Abstiegsplatz befand, kehrte zumindest für einige Zeit Konstanz ein. Clark führte die Mannschaft noch auf Rang 14, Rösler war mit 15 Saisontreffern zum dritten Mal in Folge mannschaftsintern bester Torschütze geworden. Ein halbes Jahr später, Manchester City hatte auch in der zweiten Zweitligasaison nichts mit dem Aufstiegsrennen zu tun, folgte Joe Royle als Trainer, der sich zum Umbruch entschied und fortan auf den im März 1998 neu verpflichteten Stürmer Shaun Goater setzte. Sein letztes Spiel im Dress von Man City absolvierte Rösler als Einwechselspieler am 17. April 1998 bei einer 0:1-Niederlage gegen Middlesbrough, wenige Spieltage später stieg City auch aus der zweithöchsten englischen Spielklasse ab. Insgesamt hatte er in 177 Pflichtspielen 65 Tore für den nordenglischen Klub erzielt.

### Weitere Spielerlaufbahn
Nachdem sein Vertrag mit Manchester City im Sommer 1998 ausgelaufen war, wechselte er ablösefrei zum amtierenden deutschen Meister 1. FC Kaiserslautern. Dort stürmte er meistens an der Seite von Olaf Marschall und kam zu acht Saisontoren in der Bundesliga, weitere drei Tore erzielte er in der Gruppenphase der Champions League bei einem 5:2-Erfolg über den finnischen Vertreter HJK Helsinki. Bereits zur folgenden Saison wechselte er zum ambitionierten Zweitligisten Tennis Borussia Berlin, der den Stürmer für 2,5 Mio. D-Mark aus seinem Vertrag bei Kaiserslautern herauslöste. Das mit zahlreichen Nationalspielern gespickte Team (Andreas Hilfiker, Abderrahim Ouakili, Saša Ćirić, Artim Shaqiri, Sergej Kiriakow, Marco Walker, Ivan Kozák, Jan Suchopárek) spielte in der Hinrunde unter Trainer Winfried Schäfer und mit Rösler als Mannschaftskapitän um den anvisierten Bundesligaaufstieg mit, brach in der Rückrunde allerdings komplett ein und verlor neun der letzten zehn Partien. Wegen finanzieller Unregelmäßigkeiten beim Hauptsponsor Göttinger Gruppe verweigerte der DFB dem Verein im Sommer 2000 die Zweitligalizenz.
Der dadurch vereinslos gewordene Rösler wechselte daraufhin erneut nach England zum Erstligisten FC Southampton, konnte sich dort aber, auch bedingt durch eine schwere Leistenverletzung, nicht durchsetzen und blieb in seiner ersten Saison in 20 Ligaeinsätzen (davon 14 per Einwechslung) ohne Torerfolg. Auch zur folgenden Spielzeit blieb Rösler hinter James Beattie und Marians Pahars nur die Reservistenrolle, sein einziges Saisontor erzielte er während einer einmonatigen Leihzeit im November 2001 für den Zweitligisten West Bromwich Albion. Im Januar 2002 kehrte er nach Deutschland zurück und wechselte ablösefrei zum abstiegsgefährdeten Zweitligisten SpVgg Unterhaching. Trotz Röslers fünf Treffern in 14 Spielen belegte Unterhaching am Ende einen Abstiegsrang und sein ursprünglich bis Juni 2003 laufender Vertrag verlor seine Gültigkeit.
Im Heimatland seiner Ehefrau fand Rösler beim norwegischen Erstligisten Lillestrøm SK Mitte 2002 ein neues Engagement. Für den Klub erzielte er in der verbleibenden Saison 2002 noch neun Treffer in zehn Einsätzen. Nach dem Auftaktspiel der folgenden Spielzeit verspürte Rösler Schmerzen im Brustbereich, die sich bei der anschließenden Routineuntersuchung als Krebsgeschwür entpuppten, wodurch seine Fußballerkarriere schlagartig beendet war.
Als er mit der schweren Krankheit im Krankenhaus lag, bekam er unzählige Zuschriften von City-Fans, und Rösler-Sprechchöre waren erneut an der Maine Road zu hören. Im November 2003, nachdem er seine Krebserkrankung überwunden hatte, wurde er vom Verein zu einem Heimspiel ins neu gebaute City of Manchester Stadium eingeladen und von den 48.000 Zuschauern mit lang anhaltendem Applaus begrüßt. 2009 mündeten seine Verdienste für den Verein schließlich in der Aufnahme in die Hall of Fame von Manchester City.

## Trainerlaufbahn
Nach seiner Genesung arbeitete er ab November 2004 als Trainer beim norwegischen Erstligisten Lillestrøm SK. Am 13. November 2006 wurde er wegen des verpassten Einzugs seiner Mannschaft in den UEFA-Pokal entlassen. Dafür stattete ihn Viking Stavanger mit einem Dreijahresvertrag ab Januar 2007 aus. Rösler verlängerte seinen bis zum 31. Dezember 2009 datierten Vertrag nicht. Ende August 2010 übernahm er als Nachfolger von Kjell Jonevret bis Saisonende das Traineramt bei Molde FK und führte den abstiegsgefährdeten Klub mit 20 von 24 möglichen Punkten noch bis auf den elften Tabellenplatz. Anschließend folgte er seiner Familie nach Manchester nach.
Im Juni 2011 unterschrieb Rösler einen Zweijahresvertrag mit der Option auf ein zusätzliches Jahr als Cheftrainer beim englischen Drittligisten FC Brentford. Die erfolgreiche Arbeit mit der Mannschaft von Brentford, mit der Rösler in der Saison 2012/13 im FA-Cup ein Lauf bis in die vierte Runde des Bewerbs gelang, machte andere Vereine auf ihn aufmerksam. Vom 7. Dezember 2013 bis zum 13. November 2014 stand Uwe Rösler als Trainer beim englischen Zweitligisten Wigan Athletic unter Vertrag. Nach einer Vertrauenserklärung (“There is nothing wrong with the manager”) am 9. November 2014 folgte vier Tage später die Entlassung Uwe Röslers durch den Vereinsboss Dave Whelan. Im Mai 2015 unterzeichnete Rösler einen Zweijahresvertrag als Trainer beim Zweitligisten Leeds United. Der Traditionsclub aus Yorkshire hatte die Spielzeit zuvor auf dem 15. Tabellenplatz beendet. Bereits im Oktober 2015 gab der Verein bekannt, sich mit sofortiger Wirkung von Rösler zu trennen. Im Juli 2016 wurde Rösler neuer Trainer des englischen Drittligisten Fleetwood Town. Rösler führte den Klub in der Saison 2016/17 nach einem vierten Tabellenplatz in die Play-off-Spiele, in denen die Mannschaft im Halbfinale an Bradford City scheiterte. Im Februar 2018 wurde Rösler entlassen, nachdem wettbewerbsübergreifend die vorangegangenen sieben Partien verloren wurden und der Verein nur aufgrund der besseren Tordifferenz nicht auf einem Abstiegsplatz stand.
Am 12. Juni 2018 verpflichtete ihn der schwedische Rekordmeister Malmö FF während der Sommerpause der Allsvenskan bis zum Jahre 2020 als Trainer. Mit der Mannschaft, die kurz zuvor unter Trainer Magnus Pehrsson das Endspiel um den schwedischen Landespokal 2017/18 gegen Djurgårdens IF mit einer 0:3-Niederlage verloren hatte, und in der Meisterschaft 2018 als Titelverteidiger mit nur drei Siegen aus den ersten elf Ligaspielen auf dem zwölften Tabellenplatz rangierte, startete er eine Serie von ungeschlagenen Spielen, die erst mit einer 1:3-Niederlage gegen den späteren Vizemeister IFK Norrköping Ende September am 23. Spieltag beendet wurde. Dies blieb bei 13 Siegen in der Meisterschaft bis zum Saisonende die einzige Niederlage unter seiner Leitung, nach einem 2:0-Heimsieg gegen IF Elfsborg am letzten Spieltag zog die Mannschaft an Hammarby IF vorbei auf den dritten Tabellenplatz, der zur Teilnahme an der Qualifikation zur UEFA Europa League 2019/20 berechtigte. Auch in der Qualifikation zur UEFA Champions League 2018/19 war er ohne Niederlage geblieben, nach Erfolgen über KF Drita und CFR Cluj schied die Mannschaft allerdings nach einem 1:1-Heimremis und einem 0:0-Unentschieden im Rückspiel gegen den ungarischen Vertreter Vidi FC aufgrund der Auswärtstorregel in der dritten Qualifikationsrunde aus. Nach einem Sieg und einem Unentschieden gegen den dänischen Meister FC Midtjylland in den Play-offs qualifizierte sich die Mannschaft jedoch für die Gruppenphase der UEFA Europa League 2018/19, wo sie unter anderem vor Beşiktaş Istanbul als Tabellenzweite das Sechzehntelfinale erreichte. Dort erwies sich der spätere Titelträger FC Chelsea als zu stark.
In der Spielzeit 2019 spielte die von Rösler betreute Mannschaft wiederum in einem Vierkampf mit den Stockholmer Klubs Djurgårdens IF, AIK Solna und Hammarby IF um den Meistertitel und wurde letztlich Vizemeister. Erneut reüssierte der Klub im Europapokal, wo in der UEFA Europa League 2019/20 abermals die Gruppenphase und schließlich auch das Sechzehntelfinale erreicht werden konnte. Trotz allem trennten sich daraufhin einvernehmlich die Wege von Trainer und Verein aufgrund „unterschiedlicher Vorstellungen vom künftigen Weg des Vereins“.
Nachdem Friedhelm Funkel beim sich im Abstiegskampf befindlichen Bundesligisten Fortuna Düsseldorf entlassen worden war, trat Rösler im Januar 2020 dessen Nachfolge an, konnte jedoch den Gang in die 2. Fußball-Bundesliga nicht verhindern. Nachdem die Mannschaft die folgende Zweitligasaison auf dem fünften Tabellenplatz beendet hatte, teilte der Verein am 24. Mai 2021 mit, dass sein Vertrag nicht verlängert werde.
Im Juni 2022 wurde Rösler neuer Cheftrainer des Aarhus GF in Dänemark und unterschrieb einen Dreijahresvertrag. Unter Röslers Führung qualifizierte sich Aarhus dreimal in Folge für die Top Sechs (dies gelang zuletzt 1994 bis 1997) und erreichte 2024 das Pokalfinale. Nach drei Jahren wurde die Zusammenarbeit als Cheftrainer von Rösler in Aarhus im Mai 2025 beendet.